# Komsilga
Komsilga è un dipartimento del Burkina Faso classificato come comune, situato nella provincia  di Kadiogo, facente parte della Regione del Centro.
Il dipartimento si compone del capoluogo e di altri 35 villaggi: Bangma, Bagtogdo, Bassemyam, Dawanegomde, Dayoubsi, Garghin, Goby, Googho, Goumsi, Kagtoudin, Kalzi, Kamsaontinga, Kienfangue, Kieryaoghin, Kogononghin, Lado, Nabitenga, Pamnonghin, Ponsomtinga, Rawilgue, Sabtoana, Saonre, Silmissin, Sindgin, Talfomenga, Tampouy, Tang-Sega, Tansega, Tiguindalgue, Tingandogo, Toeghin, Toeghin–Peulh, Vaagogho, Zamnongho e Zinguedesse.